# Swartzia multijuga
Swartzia multijuga är en ärtväxtart som beskrevs av Julius Rudolph Theodor Vogel. Swartzia multijuga ingår i släktet Swartzia och familjen ärtväxter. Inga underarter finns listade i Catalogue of Life.